# Оръжейна палата (Москва)
Оръжейната палата е един от най-старите руски музеи, намиращ се на територията на московския Кремъл.

## История
Основана е по времето на Иван III под името Голямата хазна и се е намирала в здание между Архангелския и Благовещенския събор. Освен оръжия и снаряжение тук се съхранявали златни и сребърни скъпоценности, дарове от чужди дипломати, царските регалии, царският обоз, каляски, военни трофеи и др.
През 1737 в голям пожар, обхванал цял Кремъл, Оръжейната палата с част от съкровищата в нея изгаря. Новото здание на палатата е построено през 1851 от архитекта Константин Тон.
Оръжейната палата е първият обществен музей в Русия. Открит е през 1806 от Александър I, но започва да приема посетители едва 7 години по-късно. Днес музеят разполага с над 4000 експоната на произведения на руското, европейското и азиатското изкуство от периода от IV до XX век.